# Tetramesa flavicornis
Tetramesa flavicornis är en stekelart som beskrevs av Zerova 2004. Tetramesa flavicornis ingår i släktet Tetramesa och familjen kragglanssteklar.
Artens utbredningsområde är Moldavien. Inga underarter finns listade i Catalogue of Life.